# Alliance civique de Serbie
L'alliance civique de Serbie (Грађански савез Србије - Građanski savez Srbije, abrégé GSS) est un parti politique serbe fondé en 1992. Il est membre observateur de l'Internationale libérale et était membre de l'Internationale socialiste.